# 亲金作用

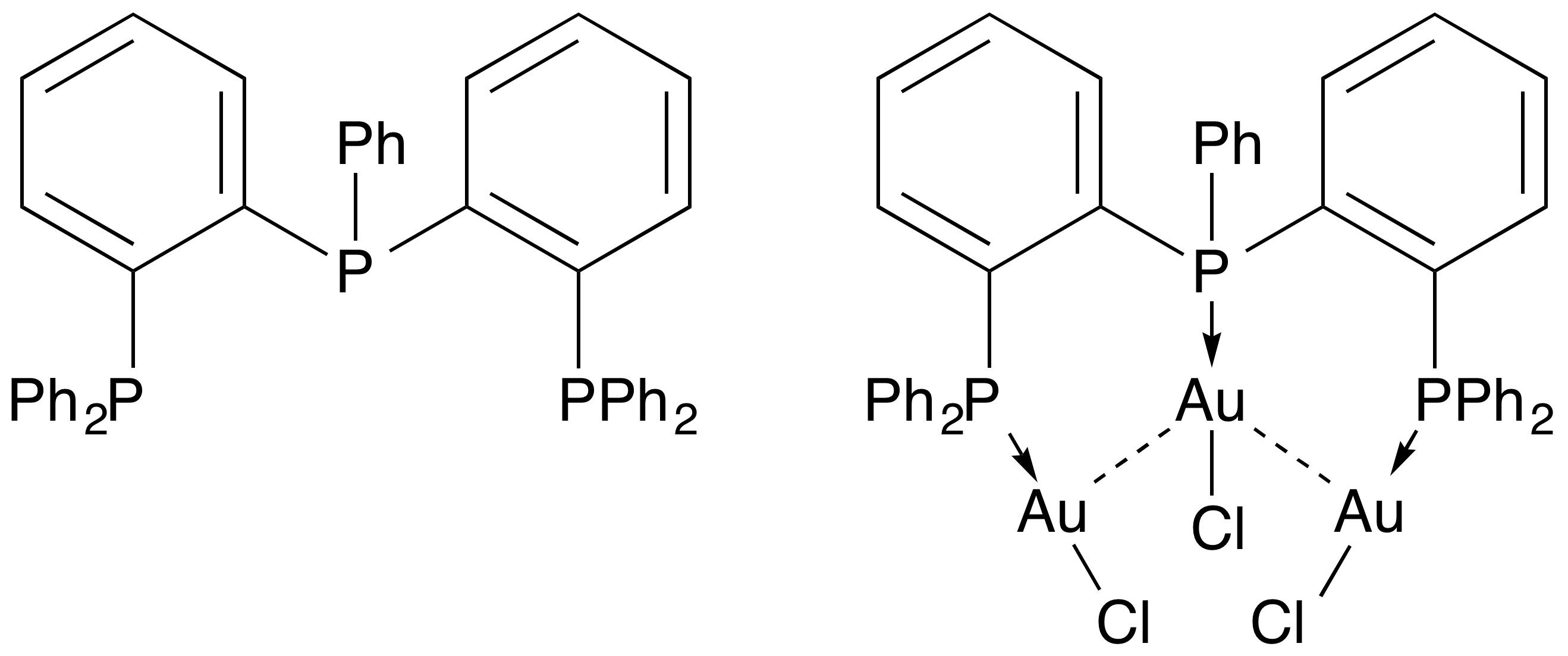
左边的配体与三倍量的卤化亚金反应（每个三苯基膦基团与一个金原子配位），右侧的配合物中由于亲金作用而妨碍单键的自由旋转。破坏这种作用所需要的温度可用来衡量的亲金作用的强弱。

在化学中，亲金作用（也称金键）是指金配合物通过金-金键形成多聚体的倾向。